# Gót chân Achilles

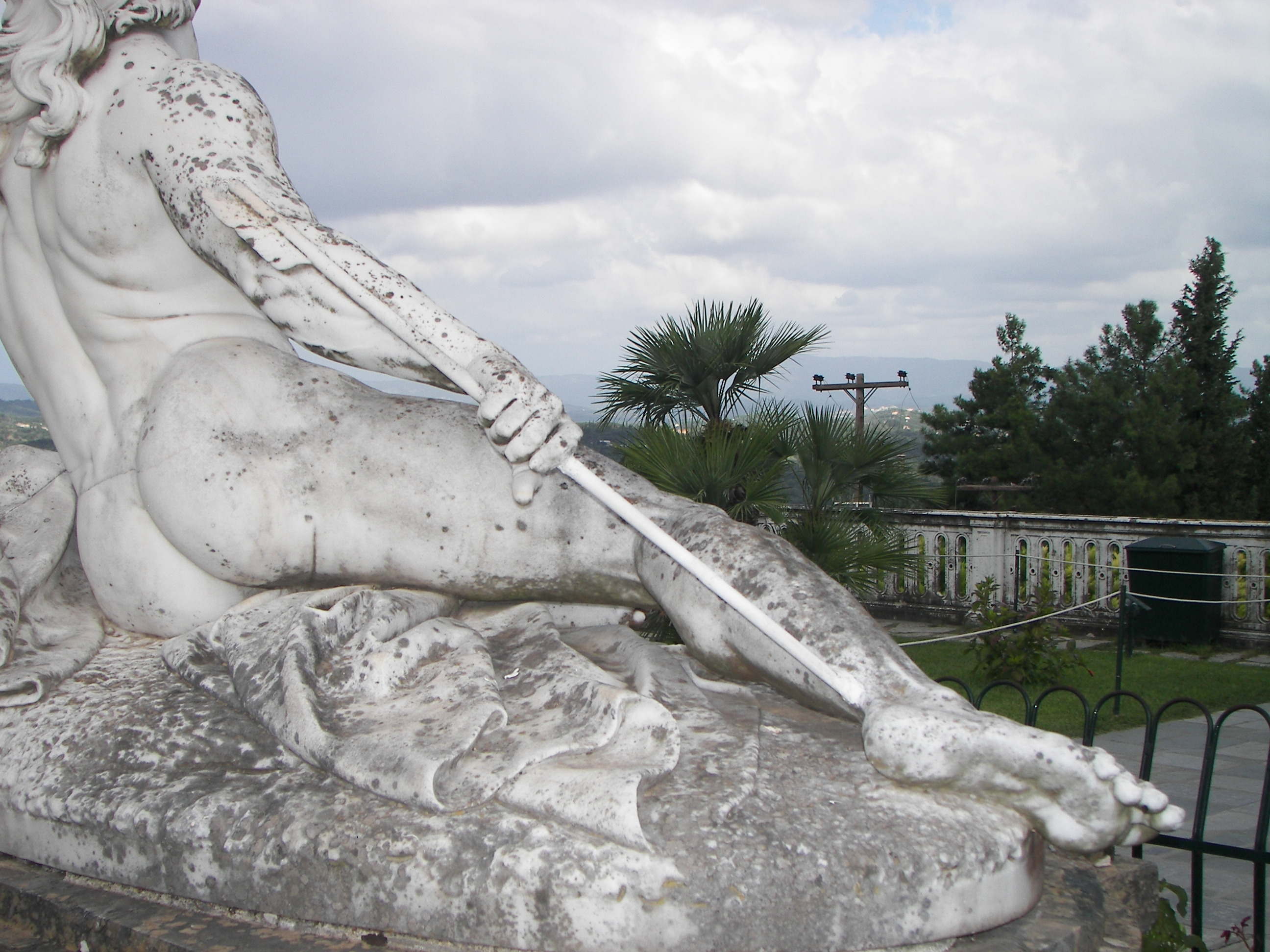
Tượng Achilles tại Achilleion, Corfu

Gót chân Achilles (còn được nhắc đến trong nhiều tài liệu là gót chân Asin)là một câu ngạn ngữ nổi tiếng nói về điểm yếu của mỗi con người. Achilles là con trai của Peleus- một chiến binh mạnh mẽ với Thetis- nữ thần biển cả. Chàng sở hữu một sức mạnh phi thường do là một á thần nhưng không thể bất tử như người mẹ của mình. Khi mới hạ sinh, nữ thần Thetis nhận được một lời tiên tri rằng con trai của bà sẽ qua đời trong một trận chiến, nên bà đã cầm gót chân nhúng thân thể Achilles vào nước Styx - con sông của sự bất tử vĩnh hằng. Kể từ đó, Achilles vừa có sức mạnh thần thánh bất khả chiến bại vừa có thân thể mình đồng da sắt có thể miễn dịch mọi đao kiếm trên đời - ngoại trừ một điểm yếu duy nhất là gót chân, nơi không được nhúng vào nước thần và vẫn còn là da thịt phàm nhân. Cuối cùng, trong Chiến tranh thành Troia, Achilles chết vì bị mũi tên của Paris (có thể là tên độc) bắn trúng gót chân dưới sự giúp đỡ của thần Apollo.
Trong một số phiên bản khác thì Achilles được mẹ tắm bằng rượu thần thay vì nước Styx. Sau đó bà quay Achilles trên bếp lửa để hoàn thành nghi lễ. Tuy nhiên, Peleus - cha của Achilles đã tưởng nhầm vợ mình muốn hại con mình nên đã giật lấy Achilles khiến nghi lễ chưa hoàn thành và Achilles không những gãy chân mà còn có nhược điểm ở gót chân. Sau này thầy của Achilles là Chiron đã thay xương báo vào chân cậu khiến Achilles trở thành anh hùng nhanh nhất Hy Lạp